# Atripatus subcylindricus
Atripatus subcylindricus är en skalbaggsart som beskrevs av Leon Fairmaire 1902. Atripatus subcylindricus ingår i släktet Atripatus och familjen långhorningar.
Artens utbredningsområde är Madagaskar. Inga underarter finns listade.